# Tamara Rîlova
Tamara Rîlova (n. 1 octombrie 1931, Vologda, RSFS Rusă, URSS – d. 1 februarie 2021, Sankt Petersburg, Rusia) a fost o sportivă ce a reprezentat Uniunea Republicilor Sovietice Socialiste, medaliată olimpică. A participat la o ediție a Jocurilor Olimpice (1960) în care a câștigat o medalie de bronz.

## Participări
Lista de mai jos prezintă principalele competiții la care a participat Tamara Rîlova de-a lungul carierei.
- speed skating at the 1960 Winter Olympics – women's 1,000 metres[*]